# 埃里克·阿贝茨

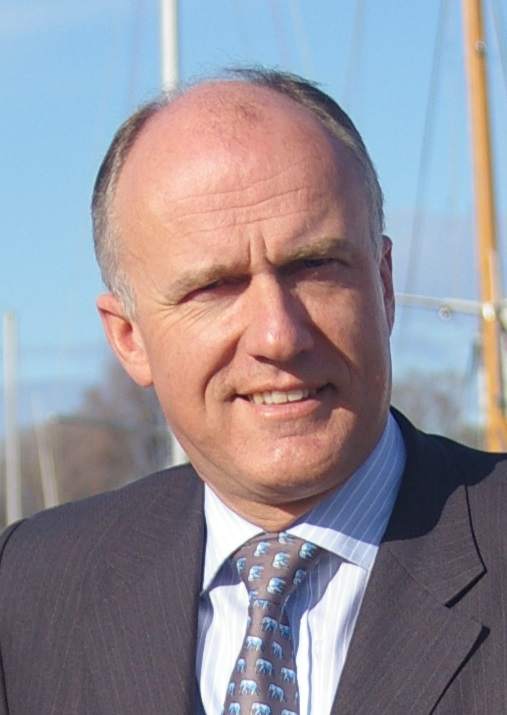

埃里克·阿貝茨（英語：Eric Abetz；1958年1月25日—）是一位澳洲政治人物，他的黨籍是澳洲自由黨。自1994年開始，他是代表塔斯馬尼亞州的澳大利亞參議院議員之一。他出生在德國。